# Herpsilochmus pileatus
A Herpsilochmus pileatus a madarak osztályának verébalakúak (Passeriformes) rendjébe és a hangyászmadárfélék (Thamnophilidae) családjába tartozó faj.

## Rendszerezése
A fajt Martin Hinrich Carl Lichtenstein német zoológus írta le 1823-ban, a Myiothera nembe Myiothera pileata  néven.

## Előfordulása
Az Atlanti-óceán partvidékén, Brazília keleti részén honos. A természetes élőhelye a szubtrópusi vagy trópusi szavannák. Állandó, nem vonuló faj.

## Megjelenése
Testhossza 10,5-11 centiméter, testtömege 8,5-9,3 gramm körüli.

## Életmódja
Valószínűleg rovarokkal és pókokkal táplálkozik.

## Külső hivatkozások
- Képek az interneten a fajról
- Xeno-canto.org